# Alfredo Llorente
Alfredo Llorente Legaz (Soria, 5 de marzo de 1945 - Madrid, 26 de septiembre de 2008) fue un ingeniero, académico y hombre de empresa español. Ocupó altos puestos en la hispana Empresa Nacional de Electricidad (Endesa).

## Biografía
Estudió en el Colegio Nuestra Señora del Pilar de su ciudad natal y luego alcanzó el título de ingeniero en la Escuela Técnica Superior de Ingenieros Industriales de Madrid, siempre en España. También realizó estudios de alta dirección en el  Instituto de Empresa Business School y un diplomado en energía nuclear en el Instituto de Estudios Nucleares de España.
Inició su actividad profesional en Rockville, Estados Unidos, y posteriormente fue a París, Francia.
Entre 1974 y 1986 fue director económico y financiero de la Empresa Nacional del Uranio (Enusa).
En 1986 fue designado director financiero de Endesa hasta 1991, año en que asumió la presidencia de la Enusa. Dejó esta responsabilidad en 1997, para luego ocupar la dirección general de Endesa Internacional.
En mayo de 1997 se radicó en Chile. En ese país, tras la toma de control de las sociedades llamadas Chispas, fue elegido director de Enersis y, tras las negociaciones entre Endesa y las AFP, se le abrieron las puertas para un puesto en la mesa del directorio de las filiales Endesa Chile y Chilectra. Posteriormente asumió como presidente del holding y de la distribuidora de electricidad.
Residió en Santiago hasta junio de 2002 cuando dejó la presidencia de Enersis para ser reemplazado por Pablo Yrarrázaval. Luego fue designado consejero director general de Endesa Diversificación, donde la española participaba entonces de Auna, Smartcom, Euskatel, Sevillana de Cable, entre otras.
En 2003 fue condecorado por el Gobierno de Chile como Gran Oficial de la Orden Bernardo O'Higgins.
Poseía la Encomienda de la Orden del Mérito Civil (2001).